# Niclas Fasth
Niclas Fasth, né le 29 avril 1972 à Göteborg, est un golfeur suédois.
Fasth est né à Göteborg. Il passe professionnel en 1993 et remporte trois tournois sur le Challenge Tour cette année-là. Il est membre du Circuit Européen depuis 1994, excepté la saison 1999. Il a obtenu une carte pour le PGA Tour en 1998 et a ainsi disputé cette saison sur les tours européens et américains. À la suite de ses mauvais résultats cette année-là, il s'est retrouvé à jouer sur le Challenge Tour en 1999. Il joue depuis uniquement sur le Circuit Européen, et en 2001 il termine 10e à l'ordre du mérite Cette même année, il termine 2e de l'Open britannique derrière David Duval, ce qui lui permet de participer à la Ryder Cup en 2002.
Fasth a fait partie du top 20 de l'OWGR. Son sponsor principal est Callaway Golf.